# Mikojan-Gurewitsch MiG-23
Die Mikojan-Gurewitsch MiG-23 (russisch Микоян-Гуревич МиГ-23, NATO-Codename: Flogger) ist ein einstrahliges Kampfflugzeug, das zur Zeit des Kalten Krieges in der Sowjetunion entwickelt wurde. Das einsitzige Schwenkflügelflugzeug war neben der MiG-21 das erfolgreichste von der Sowjetunion exportierte Kampfflugzeug und bildete darüber hinaus die Grundlage für die Entwicklung des Jagdbombers MiG-27.

## Entwicklung

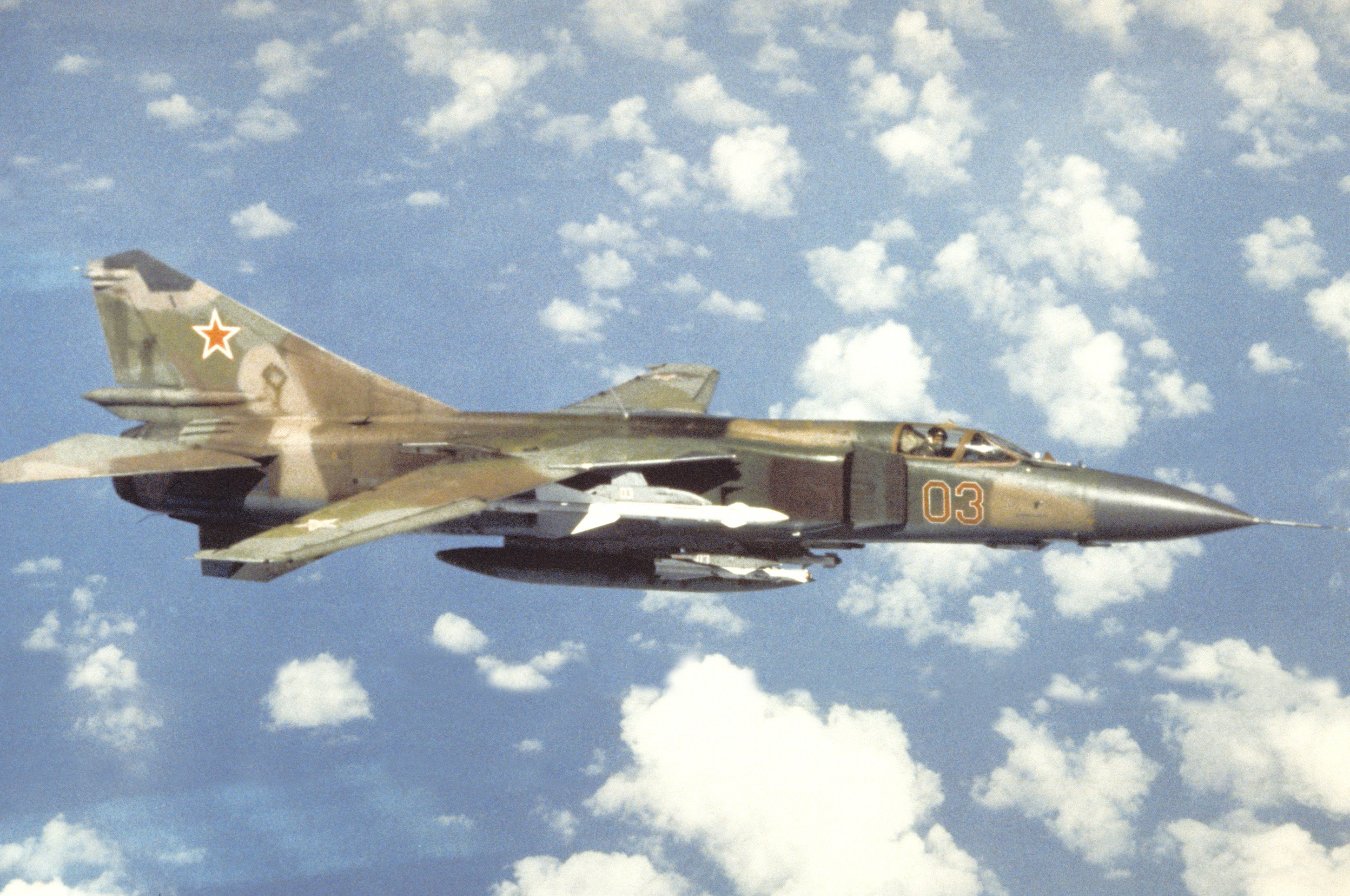
Eine sowjetische MiG-23MLD aus dem Jahr 1989

Die MiG-23 wurde in den Jahren von 1964 bis 1966 zur Ablösung der MiG-21 im Konstruktionsbüro Mikojan-Gurewitsch entwickelt und sollte anfangs zum Teil auf dieser basieren. Dazu wurde die Je-8 entwickelt, die allerdings in ihren Leistungen nicht befriedigte, worauf zwei vom Aufbau verschiedene, etwas größere und mit stärkeren Triebwerken ausgerüstete Prototypen der MiG-23 entwickelt wurden. Die Je-230 mit Deltaflügel und zusätzlichen Hubtriebwerken hatte am 3. April 1967 und die Je-231 mit Schwenkflügeln am 10. Juni 1967 ihren Erstflug. Beide Prototypen wurden bei der Luftparade in Domodedowo am 9. Juli 1967 erstmals vorgestellt, wobei später die Schwenkflügler bevorzugt und weiterentwickelt wurden. 1969 waren die Tests abgeschlossen, worauf die Serienfertigung begann und die Maschine in den Truppendienst eingeführt wurde. Die Vorserienmuster MiG-23S und MiG-23SM waren noch mit dem schwächeren Triebwerk Tumanski R-27F2M-300 ausgerüstet. Die Aufgabe der MiG-23 waren Luftverteidigung und Angriff. In der Sowjetunion wurden mehr als 4000 Stück (inklusive MiG-27) in verschiedenen Versionen gebaut. Mitsamt den Lizenzbauten wurden weltweit schätzungsweise über 5000 MiG-23 hergestellt. 1978 rollten in der Sowjetunion die letzten Maschinen der Version MiG-23UB vom Band.
Eine entscheidende Neuerung der MiG-23 waren die Schwenkflügel. Sie verbesserten im Langsamflug den Auftrieb und ermöglichten vor allem den Jagdbomberversionen eine kurze Start- und Landestrecke. Aber auch im Luftkampf brachte die veränderbare Pfeilung der Tragflächen wesentliche Vorteile durch die mögliche Anpassung an den jeweiligen Höhen- und Geschwindigkeitsbereich.
Die MiG-23 war besser als ihre Vorgängermodelle für Start und Landung auf Feldflugplätzen geeignet. Darüber hinaus wurde das Flugzeug im Vergleich zur MiG-21 mit leistungsfähigerer Sensortechnik (Radar und Infrarot) ausgestattet und konnte eine höhere Geschwindigkeit erreichen. Zugelassen war die MiG-23ML/MF bis Mach 2,35; mit dem stärkeren Triebwerk der MiG-23ML wurde aber auch Mach 2,7 erreicht. In Bodennähe war ebenfalls Überschallgeschwindigkeit möglich.
In der Version MiG-23MF, MiG-23ML(Ä) (Exportversion der MiG-23ML) sowie MiG-23UB wurde das Muster vom JG-9 (Peenemünde) der Luftstreitkräfte der DDR geflogen. Hier waren zwei Staffeln MiG-23ML und eine Staffel MiG-23MF stationiert. Außerdem wurde beim JBG-37 (Cottbus-Drewitz) die MiG-23BN in der Version als Jagdbomber geflogen (damalige Bezeichnung in der NVA: auch MiG-23BN). Im gleichen Geschwader flogen vier MiG-23UB: in der 1. JBS die takt. Nr. 101 (abgestürzt am 17. Juni 1987 durch Ausstoßen des Bremsschirmes beim Start) sowie die takt. Nr. 104 (BW: 20+62); in der 2. JBS die takt. Nr. 102 (BW: 20+61) und die takt. Nr. 105 (BW: 20+63).
Außerhalb der Staaten des Warschauer Paktes war und ist die MiG-23 in Libyen, Syrien, Ägypten, Indien, Kuba, Algerien, Angola, Irak, Afghanistan, dem Jemen und Nordkorea im Einsatz. Heute stehen die Flugzeuge in den meisten dieser Staaten noch im Dienst, mehrheitlich in der Version MLD. Auch die Streitkräfte der Nachfolgestaaten der Sowjetunion verfügen noch über zahlreiche MiG-23, die vermutlich in ihrer Mehrheit nicht mehr unmittelbar flugbereit, sondern eingelagert sind. Unter der Bezeichnung YF-113 verfügt auch die US Air Force über MiG-23. Als gesichert gilt die „direkte Übernahme“ der beiden MiG-23BN, takt. Nr. 692 (BW: 20-41) und 715 (BW: 20-53), aus der ehemaligen 1. JBS des aufgelösten JBG-37 am 2. September 1993. Dagegen wurde die takt. Nr. 712 aus der 2. JBS am 16. April 1991 erst an die Wehrtechnische Dienststelle 61 in Manching übergeben, um von dort am 16. Oktober 1996 ebenfalls in die Vereinigten Staaten überführt zu werden – zur USAF für Beschusstests auf der Eglin Air Force Base in Florida.
Die Herstellerfirma RAC-MiG bietet Aufrüstungs- und Modernisierungsprogramme für die MiG-23 an.

## Versionen

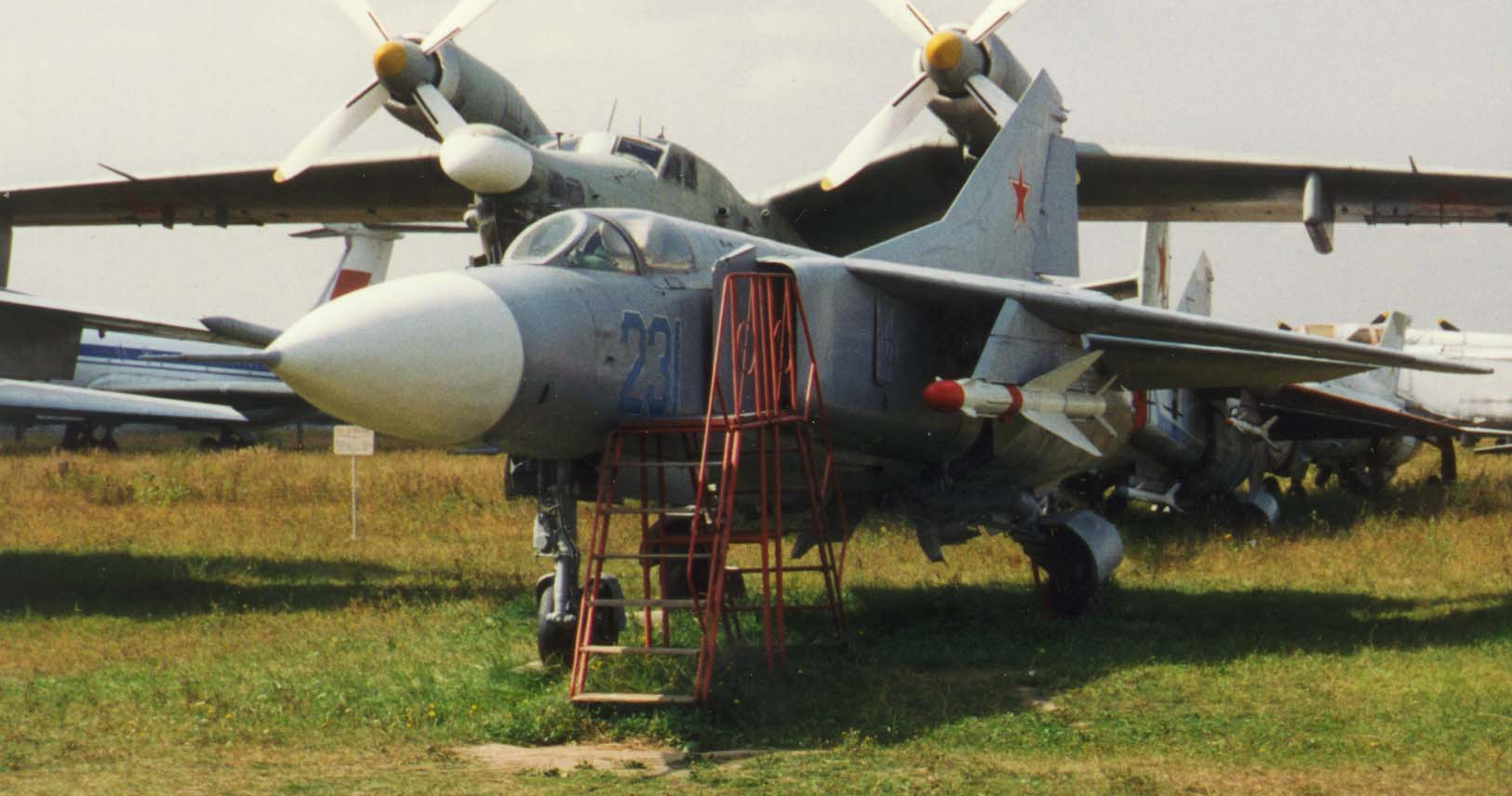
MiG-23-Prototyp Je-231 in Monino, 1997

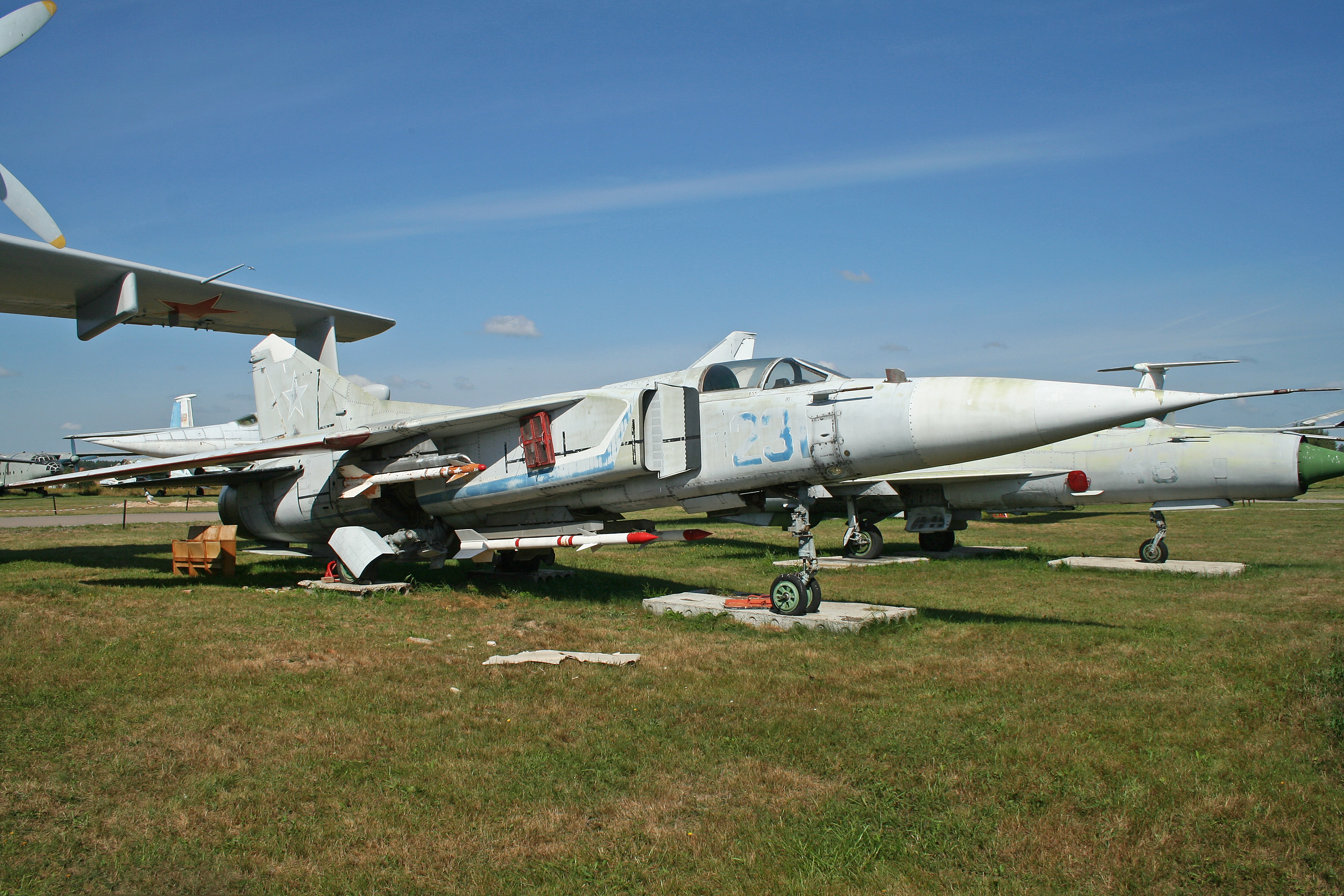
MiG-23S-Vorserienversion in Monino, 2012

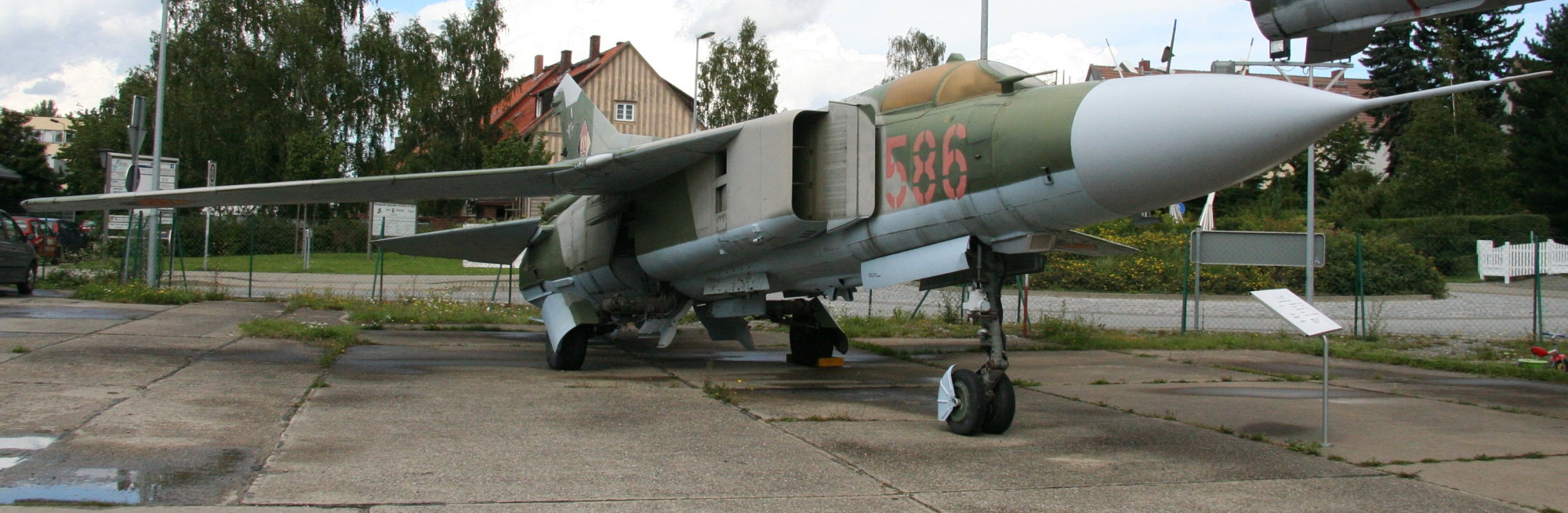
MiG-23MF im Luftfahrtmuseum Wernigerode, 2007

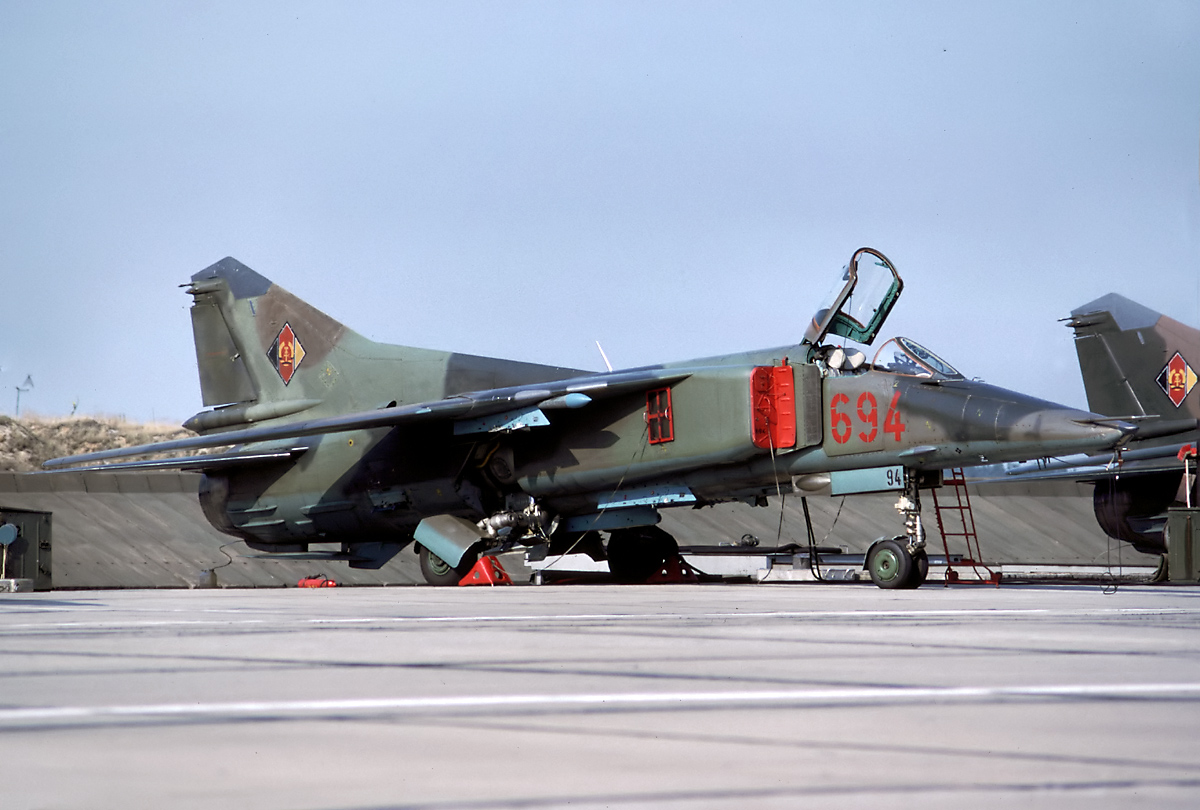
MiG-23BN des JBG-37, Drewitz 1990

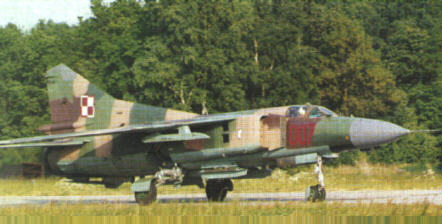
Eine polnische MiG-23

- Je-230: Erste Versuchsvariante mit Deltaflügel, einem Tumanski-R-27-300-Triebwerk und zwei Hubtriebwerken Kolessow RD-36-35 mit je 22,6 kN Schub; Erstflug am 3. April 1967, auch als MiG-23PD, MiG-23UWP oder 23-01 bezeichnet
- Je-231 Flogger-A: Prototyp der MiG-23 mit Schwenkflügeln, Erstflug am 10. Juni 1967; auch als MiG-23 oder 23-11 bezeichnet
- MiG-23S Flogger-B: Vorserienversion für die Truppenerprobung mit dem Triebwerk Tumanski R-27F2M-300 und analogem Monopuls-Funkmessvisier RP-22 (Saphir-21); Erstflug am 21. Mai 1969.
- MiG-23SM Flogger-B: generell wie die MiG-23S, aber mit vier Waffenstationen unter den Lufteinlaufkanälen
- MiG-23M Flogger-B: erste Serienversion mit neu konstruierter Zelle zur Aufnahme des Triebwerks Tumanski R-29-300 und verbesserter Avionik, unter anderem neues Funkmessvisier RP-23 (Saphir-23D-III mit äußerer Kohärenz)
- MiG-23MR Flogger-B: Variante der MiG-23M mit vereinfachter Avionik und verkürzter Heckflosse
- MiG-23MS Flogger-E: vereinfachte Exportvariante der MiG-23M mit MiG-21bis-Radar (analoges Monopuls-Funkmessvisier ohne Kohärenz RP-22/Saphir-21)
- MiG-23MF Flogger-B: Exportvariante der MiG-23M mit geringen Änderungen, teilweise wurden MiG-23M zu MiG-23MF umgebaut
- MiG-23ML Flogger-G: Variante der MiG-23MF als Mehrzweckkampfflugzeug mit besserem Radargerät N-003 (Saphir-23ML), Prototyp war die 23-12; look-down/shoot-down-Fähigkeit
- MiG-23MLG: Variante der MiG-23ML mit veränderter Ausrüstung, Prototyp war die 23-37
- MiG-23MLS: Variante der MiG-23ML mit veränderter Ausrüstung, Prototyp war die 23-47
- MiG-23A: nicht realisierte Version der MiG-23ML für den Einsatz auf Flugzeugträgern
- MiG-23K: nicht realisierte Version der MiG-23A mit neuem Triebwerk R-100, Luftbetankungsvorrichtung und größeren Tragflächen
- MiG-23MLA: geänderte Version mit Täuschkörpern der MiG-23ML als taktischer Jäger, Prototyp war die 23-13
- MiG-23P: reiner Abfangjäger, ähnlich der MiG-23ML, der völlig auf den Luftkampf spezialisiert ist; leichteres Bordradar N-006 (Saphir-23PA); Prototyp war die 23-14
- MiG-23MLD Flogger-K: aufgewertete MiG-23ML als Mehrzweckkampfflugzeug mit verbesserter Aerodynamik, Waffenkontrollsystem und geänderter Avionik; unter anderem neues Funkmessvisier N-008 (Saphir-23MLD), die meisten MiG-23ML wurden zu MiG-23MLD umgebaut, Prototyp war die 23-18
- MiG-23MLDG: nicht realisiertes Projekt mit Vorrichtungen zur elektronischen Kriegführung; auch als 23-57 bezeichnet
- MiG-23B Flogger-F: Jagdbomberversion auf der Basis der MiG-23S mit abgeflachtem Rumpfbug, gepanzerten Cockpitseiten und beschussfesterer Verglasung; Als Triebwerk kam ein AL-21-F3 mit etwa 110 kN Schub zum Einsatz, als Navigationssystem ein Sokol-23S inklusive Laserentfernungsmesser und Doppler-Radar DISS-7; Prototyp war die 32-24, deren Erstflug am 18. Februar 1971 durch Testpilot Alexander Fedotow stattfand. Dieser folgten noch zwei weitere Prototypen mit geändertem Sägezahn-Tragflächen und ab 1972 eine Kleinserie von 24 Flugzeugen mit nochmals geänderten Tragflächen
- MiG-23BN Flogger-H: Exportversion der MiG-23B aus dem Moskauer MAPO-Herstellerwerk; Prototyp war die 32-23, nunmehr mit Tumanski-R-29B-300-Triebwerk, 624 Stück gebaut
- MiG-23BM Flogger-F: Prototyp der MiG-27, auch als 32-25 bezeichnet
- MiG-23BK Flogger-H: Prototyp der MiG-27K, auch als 32-26 bezeichnet
- MiG-23U Flogger-C: Trainingsversion auf der Basis der MiG-23M mit zwei Sitzen in Tandemanordnung
- MiG-23U Flogger-C: kampftaugliches Übungsflugzeug, Prototyp war die 23-51
- MiG-23UM Flogger-C: Trainerversion, basierend auf der MiG-23ML und MiG-23P
- MiG-23-98: Die russische Firma Fasotron bietet in Zusammenarbeit mit dem Mikojan ANPK drei Varianten eines als MiG-23-98 bezeichneten Kampfwertsteigerungsprogramms an. Hauptziel dieses Programms ist, die MiG-23 mit modernen russischen Luft-Luft- und Luft-Boden-Waffen auszustatten. Die einfachste und billigste Variante (MiG-23-98-3) besteht darin, ein rund 20 Kilogramm schweres Zusatzgerät im Saphir-23-Radar zu installieren, das es erlaubt, moderne Raketen wie die R-27R, R-27T oder R-77 bis zur maximalen Erfassungsreichweite von 50 Kilometern einzusetzen. Durch das FRC genannte Gerät wird die Luft-Boden-Kampffähigkeit nicht gesteigert. Eine kostspieligere Variante ist der Ersatz des alten Saphir-23-Radars durch ein modernes Puls-Doppler-Radargerät der Typen Moskit-23 oder Moskit-21K. Die Umrüstvariante mit Moskit-23 heißt MiG-23-98-1, die mit Moskit-21K MiG-23-98-2. Das Radargerät Moskit-23 ist eine Weiterentwicklung des in der MiG-21-93 verwendeten Kopjo-Radars, das seinerseits auf dem RPLK-29 der MiG-29 basiert. Im Gegensatz zum bisherigen Saphir-23 verfügt es über die Luftkampfmodi Track-While-Scan, Range-While-Search und Nahluftkampf sowie einen Bodensuchmodus. Im Track-While-Scan-Modus ist das Moskit-23 in der Lage, acht Luftziele gleichzeitig zu beobachten und zwei von ihnen simultan zu bekämpfen. Nach Angaben der Firma Fasotron ist es für einen Luftgegner unmöglich, sich vor dem Moskit-23 im Erdhintergrund (ground clutter) zu verstecken. Das Moskit-23. sei in der Lage, selbst in Bodennähe im Schwebeflug verharrende Hubschrauber zu erfassen und zu verfolgen. Es ermöglicht eine Auffassungsentfernung von 90 Kilometern und einen Suchwinkel im Track-While-Scan-Modus von 60 Grad. Es ist in der Lage, alle Luft-Luft-Raketen von der R-27 bis zur R-77 und auch ältere Raketen der Typen R-23R und R-24R zu steuern.
- MiG-23B-98: Modernisierungsvariante als Jagdbomber
- MiG-23UB-99: Trainerversion, auf der Modernisierungsvariante MiG-23-98 basierend

## Militärische Nutzer

### Offizielle Nutzer

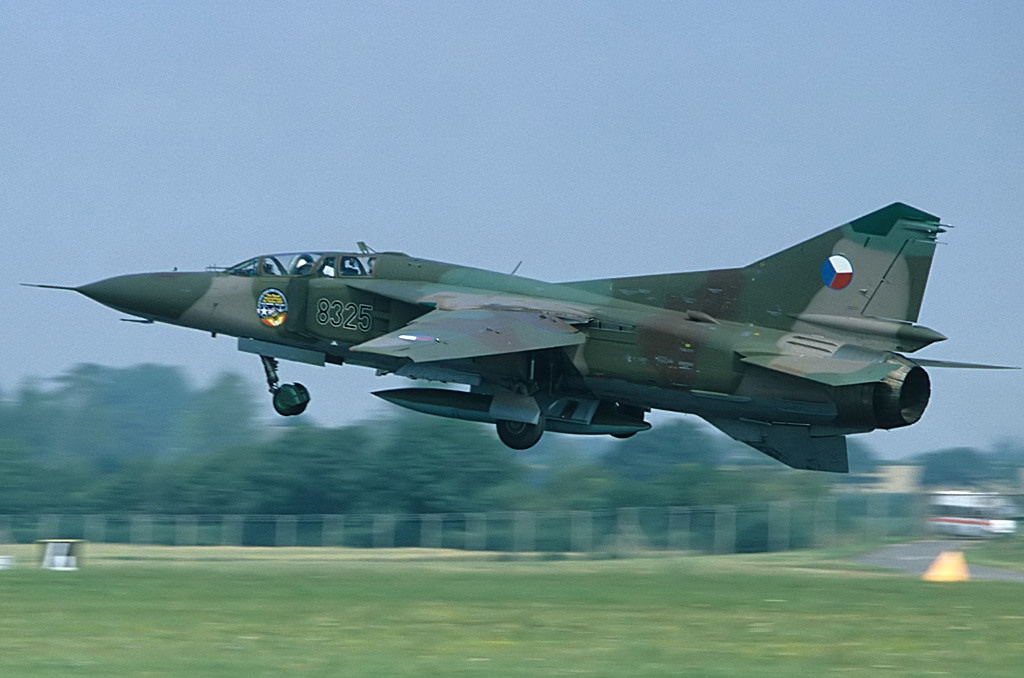
MiG-23UB der Luftstreitkräfte der Tschechischen Republik im Juli 1997

- Afghanistan MiG-23BN/UB im Einsatz ab 1984
- Algerien
- Angola: 32 MiG-23MF/ML/UB
- Armenien
- Ägypten: 8 BN/8 MS/4 UB
- Äthiopien: 44 BN/16 ML/6 UB
- Belarus
- Bulgarien: 36 MiG-23BN, 12 MiG-23MF, 1 MiG-23ML, 8 MiG-23MLA, 16 MiG-23MLAE-2, 5 MiG-23MLD und 11 MiG-23UB
- Deutsche Demokratische Republik: 11 MiG-23UB, 12 MiG-23MF, 22 MiG-23BN, 32 MiG-23ML, 13 Verluste, 1 MiG-23S zur technischen Schulung am Boden. Eingesetzt beim JG-9 und JBG-37.
- Deutschland: Im Oktober 1990 wurden 18 MiG-23BN, 12 MiG-23MF, 28 MiG-23ML und einige MiG-23UB von der DDR übernommen. Je eine MF/ML/BN wurden bei der WTD 61 getestet, neun ML und eine BN gingen zur Feinddarstellung in die USA, eine BN an Großbritannien. Der Rest wurde an Museen verkauft oder verschrottet.
- Elfenbeinküste: 2 MiG-23MLAE-2[1]
- Indien: 95 MiG-23BN/40 MiG-23MF/19 UB[2][3]
- Irak: 93 BN/>18 MS/18 MF/54 ML/>4 UB
- Iran: 9 vom Irak
- Israel: 1 MLAE-2
- Jemen: MiG-23BN/UB
- Jugoslawien: 1 ML
- Kasachstan: 2 Kampftrainer MiG-23UB
- Kuba: 23 BN/14 MF/14 MLA/10 UB
- Libyen: 48 BN/? MS/48 MLAE-2/40 UB
- Namibia: 2 MLA
- Nordkorea (Luftstreitkräfte): 68 ML/12 UB
- Polen: 36 MiG-23MF + 6 MiG-23UB
- Rumänien: 37 MiG-23MF + 10 MiG-23UB.
- Russland
- Sambia
- Simbabwe: 3 MS/1 UB[4]
- Somalia:
- Sowjetunion
- Sri Lanka; 1 MiG-23UB als Trainer für die MiG-27-Flotte
- Sudan: 10 MS/2 UB
- Syrien: 70 BN/80 MS/20 MF/50 MLAE/25 UB
- Tschechien
- Tschechoslowakei: 32 MiG-23BN/13 MF/16 ML/8 UB
- Turkmenistan
- Uganda: 2 MS
- Ukraine
- Ungarn: 12 MiG-23MF u. 5 MiG-23UB
- Usbekistan: 31
- Vereinigte Staaten: 10 BN/12 ML/6 MS
- Vereinigtes Königreich: 1 BN
- Volksrepublik China: 2 BN/2 MS/2 UB

### Inoffizielle Nutzer
- Volksrepublik China: China erhielt einige Exemplare von Ägypten für Tests.
- Israel: die Maschine eines syrischen Überläufers wurde ausführlich von israelischen Experten getestet.[5]
- Serbien: einige irakische Maschinen waren in Serbien zur Überholung, als der Irakkrieg ausbrach und verblieben dort.
- Vereinigte Staaten: mehrere Maschinen aus Deutschland und Ägypten wurden von der US Air Force ausführlich getestet und als „Aggressor“ eingesetzt.[6]

## Technische Daten
| Kenngröße             | MiG-23MF                                                | MiG-23BN                                              | MiG-23UB                                                 |
| --------------------- | ------------------------------------------------------- | ----------------------------------------------------- | -------------------------------------------------------- |
| Besatzung             | 1                                                       | 1                                                     | 2                                                        |
| Länge                 | 16,71 m                                                 | 16,84 m                                               | 16,42 m                                                  |
| Spannweite            | - 7,78 m bei 72° - 13,97 m bei 16°                      | - 7,78 m bei 72° - 13,97 m bei 16°                    | - 7,78 m bei 72° - 13,97 m bei 16°                       |
| Höhe                  | 4,82 m                                                  | 4,82 m                                                | 4,82 m                                                   |
| Flügelfläche          | 37,27 m²                                                | 37,27 m²                                              | 34,16 m²                                                 |
| Leermasse             | 10,9 t                                                  | 10,45 t                                               | 8,7 t                                                    |
| Kraftstoffvorrat      | - intern: 5380 l - extern: 2400 l 1)                    | - intern: 5380 l - extern: 2400 l 1)                  | - intern: 4000 l - extern: 2400 l 1)                     |
| max. Startmasse       | 18,4 t                                                  | 20,0 t                                                | 14,8 t                                                   |
| Höchstgeschwindigkeit | 2450 km/h                                               | 1900 km/h                                             | 2500 km/h                                                |
| Dienstgipfelhöhe      | 19.000 m                                                | 15.600 m                                              | 18.000 m                                                 |
| Reichweite            | 2420 km (ohne Zusatztanks 1350 km)                      | 1810 km                                               | 3000 km                                                  |
| Triebwerke            | Tumanski R-29-300                                       | Tumanski R-29B-300                                    | Tumanski R-27F2M-300                                     |
| Schubkraft            | - mit Nachbrenner: 122,6 kN - ohne Nachbrenner: 81,4 kN | - mit Nachbrenner: 112,8 kN - ohne Nachbrenner: 77 kN | - mit Nachbrenner: 98,07 kN - ohne Nachbrenner: 67,67 kN |
| Startstrecke          | 560–600 m                                               | 1200–1300 m                                           | 1200–1300 m                                              |
| Landestrecke          | 750–800 m                                               | 1200–1300 m                                           | 1200–1300 m                                              |

Dreiseitenriss der MiG-23MF

1) in zwei TF-ZB und ein Rumpf-ZB mit je 800 l

### Rumpf

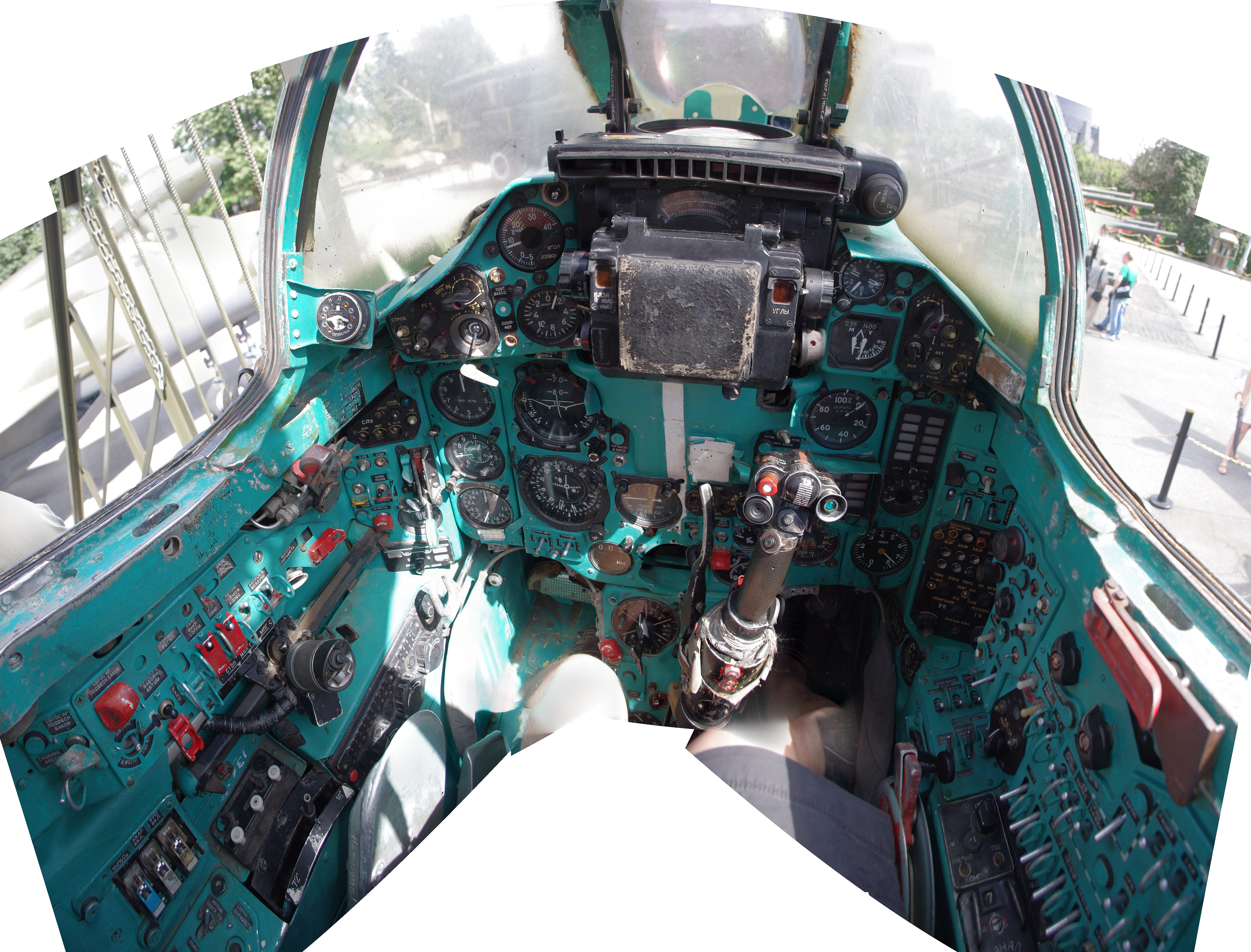
Cockpit der MiG-23MF

Der Rumpf der MiG-23 ist schmal und wird in seiner länglichen Form durch den Flügelkasten unterbrochen. Am Bug befindet sich bei den Jägerversionen unter einem großen kegelförmigen Radom das Radar. Die Jagdbomberversionen besitzen dagegen einen gestreckten keilförmigen Bug. Die Cockpithaube ist aerodynamisch an die Rumpfform angepasst, um den Luftwiderstand zu reduzieren. Auf dem Kabinendach sind Rückspiegel vorhanden. Hinter dem Cockpit sind beidseitig beheizbare Lufteinläufe angebracht. Diese verfügen rumpfseitig über große unterbrochene und verstellbare Grenzschichtschneiden. Für zusätzliche Ansaugluft sind auf den Außenseiten der Lufteinlaufkanäle je zwei zusätzliche Ansaugklappen vorhanden. Für einen Triebwerkswechsel lässt sich das Heck am Rumpfhauptspant vom Rest des Rumpfes lösen. Am hinteren Ende des Rumpfes befinden sich hydraulisch betriebene Luftbremsklappen, je zwei beiderseits des Höhenleitwerks und der Kielflosse.
Das Fahrwerk der MiG-23 ist ein Dreibeinfahrwerk, welches sehr robust ausgelegt ist, um den Betrieb auf unbefestigten Pisten zu ermöglichen. Das Bugfahrwerk ist zwillingsbereift und hydraulisch lenkbar. Die Zwillingsreifen des Bugfahrwerkes sind mit schmutzabweisenden Schutzblechen versehen. Das Hauptfahrwerk hat horizontal angeordnete Federbeine mit Federwegen von mehr als 1 m. Beim Einfahren faltet sich das Hauptfahrwerk nach innen zusammen, so dass es in einem relativ kleinen Fahrwerksschacht im Rumpf Platz findet. Fahrwerksklappen für das Hauptfahrwerk, die auch als Schmutzfänger dienen, sind zum Teil an den Federbeinen angebracht.

### Tragflächen und Leitwerke

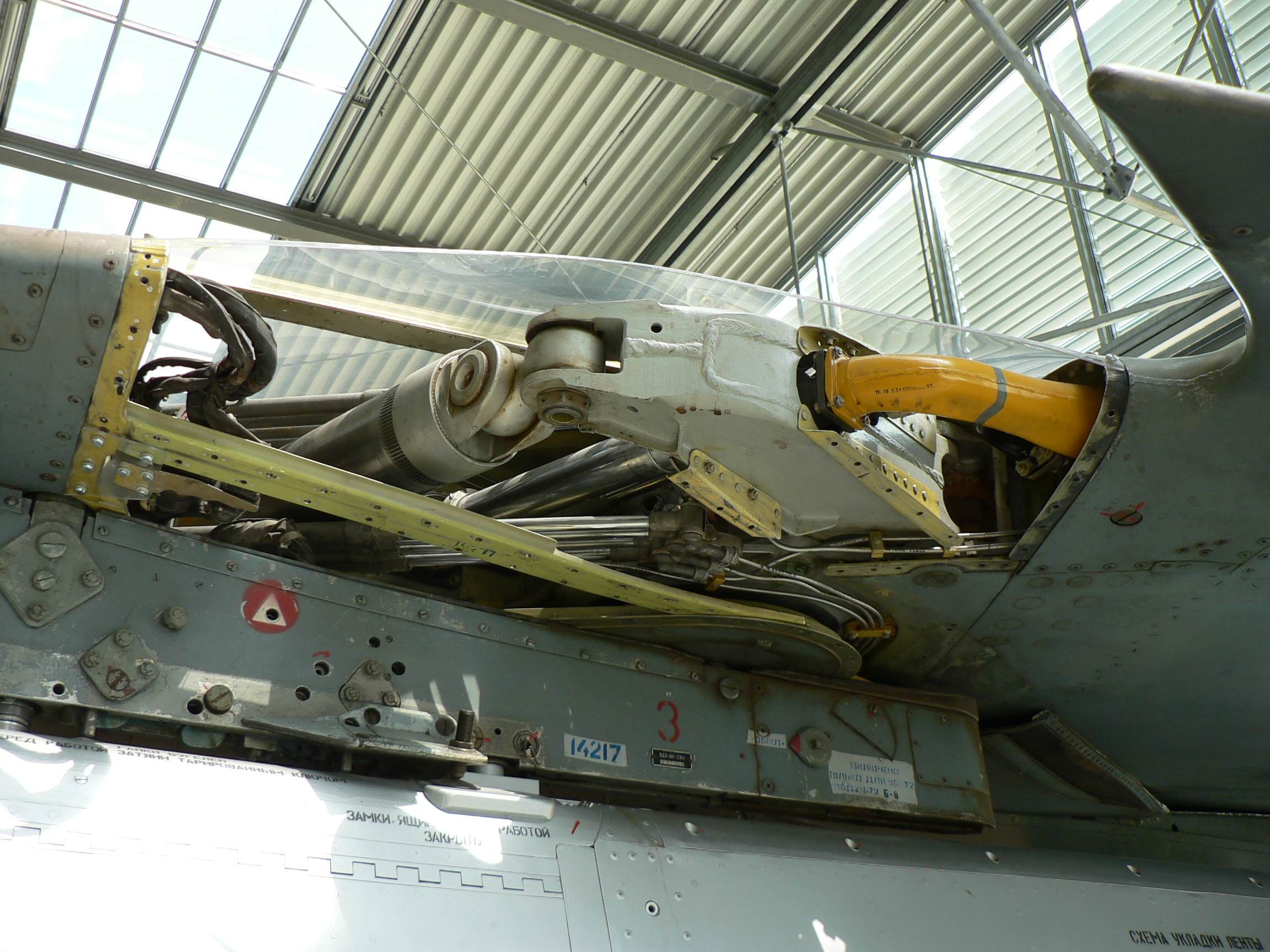
Schwenkmechanismus einer MiG-23

Die MiG-23 verfügt über Schwenkflügel, deren Pfeilung von 16° für geringere Geschwindigkeiten bis zu 72° für den Hochgeschwindigkeitsflug verstellbar ist. Die Winkelstellung der Tragflächen konnte nur manuell durch den Piloten an die Flugbedingungen angepasst werden. Ab den Versionen MiG-23M und MF wurde die Profiltiefe der schwenkbaren Tragflächen erhöht. Damit diese sich bei geringer Pfeilung an die starre Nasenkante des Tragflügelkastens anpassen, wurde das innere Ende der Tragflächennasenkante mit einem Sägezahn versehen. Bei zurückgeschwenkten Tragflächen erzeugen diese kräftige Wirbel, welche die Anströmung und damit die Steuerung bei Flugmanövern verbessern. Vorflügel befinden sich an der Nasenkante der schwenkbaren Tragflächen, genauso wie das dreiteilige Klappensystem an der Hinterkante, das für den Betrieb auf kurzen Start- und Landebahnen erforderlich ist. Zusätzlich sind auf der Oberseite der schwenkbaren Tragflächen Spoiler vorhanden.
Das Leitwerk der MiG-23 ist wie das Ende eines Dartpfeiles ausgelegt. Das Seitenleitwerk ist für den Hochgeschwindigkeitsflug stark nach hinten gepfeilt und hat eine weit nach vorne verlängerte Nasenkante. Unterhalb des Rumpfes befindet sich eine Kielflosse zur Verbesserung der Stabilität. Um bei der Landung ausreichende Bodenfreiheit zu bekommen, wird diese beim Ausfahren des Fahrwerks automatisch auf die Steuerbordseite geklappt. Wie das restliche Leitwerk ist auch das Höhenruder stark nach hinten gepfeilt. Um bei zurückgeschwenkten Tragflächen einen ausreichenden Zwischenraum zu bekommen, sind die Höhenleitwerke weit hinten am Rumpf angebracht. Die hydraulisch angetriebenen Höhenleitwerksflossen können nicht nur gleichsinnig als Höhenruder angesteuert werden, sondern auch differentiell als Querruder.

### Ausrüstung

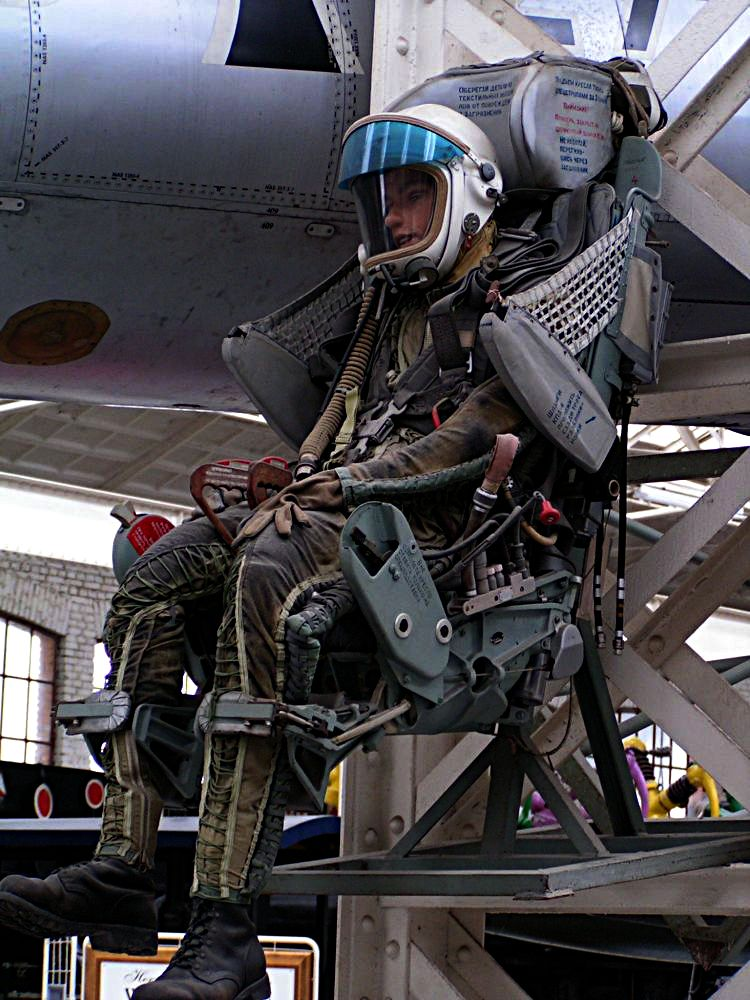
Solche Schleudersitze des Typs KM-1 wurden in der MiG-21 und MiG-23 verwendet (Technik-Museum Speyer).

- Bordradar RP-23 (Monopuls-System; Doppler) Reichweite bis zu 90 Kilometer, Übersichtsmodus, Zielbegleitung/-beleuchtung auf Verfolgungs-, Schnitt- und Gegenkurs, Look-Down-Fähigkeit/Shoot-down-Fähigkeit; mögliche Zielbekämpfung / Zielbegleitung bis acht Kilometer über und fünf Kilometer unter der eigenen Flughöhe; Bekämpfungsentfernung abhängig vom Zielkurs, zahlreiche Modi zur Arbeit bei verschiedensten Störungen
- Infrarot-Peiler TP-23 (passiver IR-Detektor), Reichweite 20 bis 30 Kilometer, ermöglicht gedeckte Annäherung und Zielzuweisung für Luft-Luft-Rakete R-60 und -73 ohne Radar-Zielverfolgung.
- Optisches Visier für Einsatz der R-60; R-73 – Auslenkung der Zielsuchköpfe bis zu 60 Grad aus Längsachse; elektronische Berechnung des Vorhaltes für Kanone und automatischer sowie manueller Bombenwurfmodus für ballistische und fallgebremste Bomben.
- Blickfelddarstellung SEI zur Darstellung der wichtigsten Flug- und Zielparameter in Zusammenarbeit mit Radar, Wärmepeiler und optischem Visier.
- Radarwarnsystem aus allen Richtungen.
- Automatische Überwachung und Begrenzung des Anstellwinkels (SOUA).
- Autopilot mit Betriebsmodus Dämpfung, Stabilisierung, Rückführung aus beliebiger Fluglage, Rückführung aus gefährlicher Flughöhe, Zusammenarbeit mit Navigations- und Waffensystem möglich.
- Automatischer Waffenrechner zur Zielzuweisung an das Waffensystem (unter anderem Auswahl der optimalen Rakete).
- Automatisches Leitsystem Lasur 6 ermöglicht gegen Funkstörungen und Abhören gesichertes Leiten an das Ziel ohne Funk.
- Navigations-/ILS-System RSBN-6S – Kombination aus Drehfunkfeuer-Rechnersystem mit Zielpunktprogrammierung und automatischem Instrumentenlandesystem für den Einsatz bis zum Wetterminimum 100 Meter Wolkenuntergrenze/1 Kilometer Sicht.
- Funkhöhenmesser
- Freund-Feind-Kennungsgerät

## Bewaffnung
Festinstallierte Bewaffnung im Bug

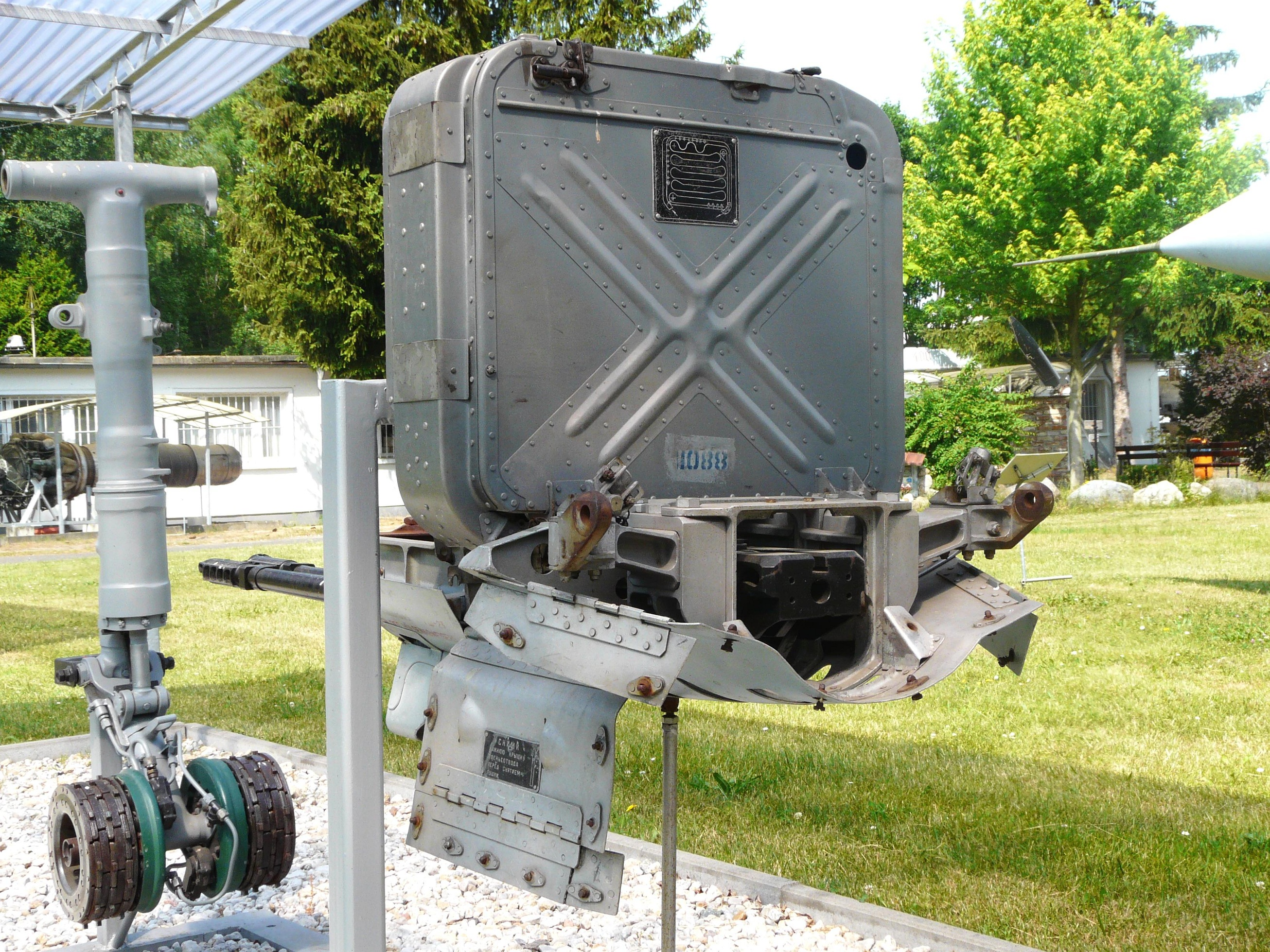
Waffenanlage einer MiG-23: Bodenwanne mit Maschinenkanone GSch-23 und Magazin

- 1 × 23-mm-Maschinenkanone Grjasew-Schipunow GScha-23L (9A-4071K) mit bis zu 200 Schuss Munition im Rumpf hinter dem Bugfahrwerk mittig auf einer absenkbaren Lafette;

Waffenzuladung von 4000 kg an sieben Außenlaststationen
Luft-Luft-Lenkflugkörper
- 4 × BD-60-21U-Startschienen für je 1 × Wympel R-3S (AA-2 „Atoll“) – infrarotgelenkt, selbstzielsuchend für Kurzstrecken
- 4 × APU-13U2-Startschienen für je 1 × Wympel R-3R (AA-2-2 „Advanced Atoll“) – halbaktiv, radargelenkt für Kurzstrecken
- 2 × APU-60-2-Doppelstartschienen für je 2 × Wympel R-60MK (K-60 bzw. AA-8 „Aphid“) – infrarotgesteuert, selbstzielsuchend für Kurzstrecken
- 4 × P-12-1-D-Startschienen für je 1 × Wympel R-73E (AA-11 „Archer“) – infrarotgesteuert für Kurzstrecken
- 2 × APU-23M1-Startschienen für je 1 × Wympel R-23/R-24T (AA-7 „Apex“) – infrarotgelenkt, selbstzielsuchend für Mittelstrecken
- 2 × APU-23M-Startschienen für je 1 × Wympel R-23/R-24R (AA-7 „Apex“) – halbaktiv, radargelenkt für Mittelstrecken

Externe Behälter
- 3 × abwerfbarer Zusatztank PTB-800 für 800 Liter Kerosin

### Luft-Boden-Waffen der MiG-23BN
Luft-Boden-Lenkflugkörper
- 2 × APU-68UM3-Startschiene für je 1 × Swesda Ch-25 (AS-10 „Karen“) – funkgesteuerter Luft-Boden-Lenkflugkörper (Lenkanlage: DELTA)
- 2 × APU-68UM-Startschiene für je 1 × Swesda Ch-23M (AS-7 „Kerry“) – funkferngesteuerte Luft-Boden-Lenkflugkörper (Lenkanlage: DELTA)

Ungelenkte Luft-Boden-Raketen
- 4 × UB-32-A73-Raketen-Rohrstartbehälter für je 32 × ungelenkte Luft-Boden-Raketen S-5; Kaliber 57 mm
- 4 × B-8M1-Raketen-Rohrstartbehälter für je 20 × ungelenkte Luft-Boden-Raketen S-8; Kaliber 80 mm
- 4 × APU-68UM3-Startschiene für eine ungelenkte S-24B-Luft-Boden-Rakete; Kaliber 240 mm

Ungelenkte Freifall-Bomben
befestigt an vier Mehrfachträgern vom Typ MBD-2-67-U (vier FAB-100 je Mehrfachträger); zusätzlich jeweils einmal links und rechts am Heckträger D-3U-1A; Die Bombenschlösser aller Mehrfachträger bzw. der beiden Heckträger sind „pyrotechnische Schlösser“, sie müssen vor dem Anhängen einer Bombe mit einer oder zwei Pyropatronen (Typ PPL) bestückt werden, die zum Öffnen des Bombenschlosses elektrisch gezündet werden. Die entstehenden Heißgase öffnen zum einen den Mechanismus des Bombenschlosses und wirken parallel dazu auf einen Pyrostößel, welcher der Bombe einen zusätzlichen Impuls verleiht und zur sogenannten „Zwangstrennung der Außenlast“ führt.
- 18 × FAB-100 (100-kg-Freifallbombe)
- 6 × FAB-250 (250-kg-Freifallbombe)
- 6 × RBK-250-275 (275-kg-Streubombe)
- 6 × FAB-500 (500-kg-Freifallbombe)
- 6 × RBK-500 (500-kg-Streubombe)

FAB-250/500 können auch mit einem Bremsschirmcontainer hinter dem Leitwerk ausgerüstet werden, der über einen separaten elektrischen Zünder im Abwurfmoment zeitverzögert auslösbar ist; 1 × je Rumpfträger rechts und links; je zwei FAB-250 bzw. FAB-500 hintereinander an den beiden Mehrfachträgern vom Typ MBD-3 (diese Mehrfachträger müssen zuvor gegen die beiden Standardträger vom Typ BD-3-23 am festen Teil der Tragfläche ausgetauscht werden);
- 1 × TN-1000 (taktische Freifall-Nuklearbombe)

Nach dem Wechsel der beiden Standard-Rumpfträger des Typs BD-3-23 gegen die Spezialträger BD-3-66 kann eine taktische Kernwaffe mit bis zu 30 Kilotonnen Sprengkraft je Spezialträger transportiert werden. Unterschiedliche automatische Bombenabwurfmanöver für konventionelle Bomben bzw. Kernwaffen werden über den Ziel-Navigationskomplex (Waffenrechner) vom Typ SOKOL realisiert.
Externe Behälter
- 3 × Zusatztank für 800 Liter Kerosin. Unter dem schwenkbaren TF-Teil konnten bei einer Pfeilung von 16° nur zwei Kraftstoffzusatzbehälter von je 800 Litern befestigt werden, die einschließlich des fest am ZB-Körper angebauten Trägers abgesprengt werden mussten, bevor die Flügelpfeilung auf 45°-Manöverstellung bzw. 72°-Hochgeschwindigkeits-Stellung verändert werden konnte. Das Absprengen jedes Kraftstoffzusatzbehälters von den Tragflächen wird durch die Heißgase einer elektrisch gezündeten Pyropatrone des Typs EPU-253 ausgelöst.
- 2 × UPK-23-250-Behälter für je eine 23-mm-Maschinenkanone Grjasew-Schipunow GSch-6-23 mit 250 Schuss Munition (23-mm-Splitter-Spreng- und Panzer-Brand-Geschosse) für beide oberen Standard-Aufhängungen vom Typ BD-3-23 unter dem festen Tragflächenteil.

## Zwischenfälle

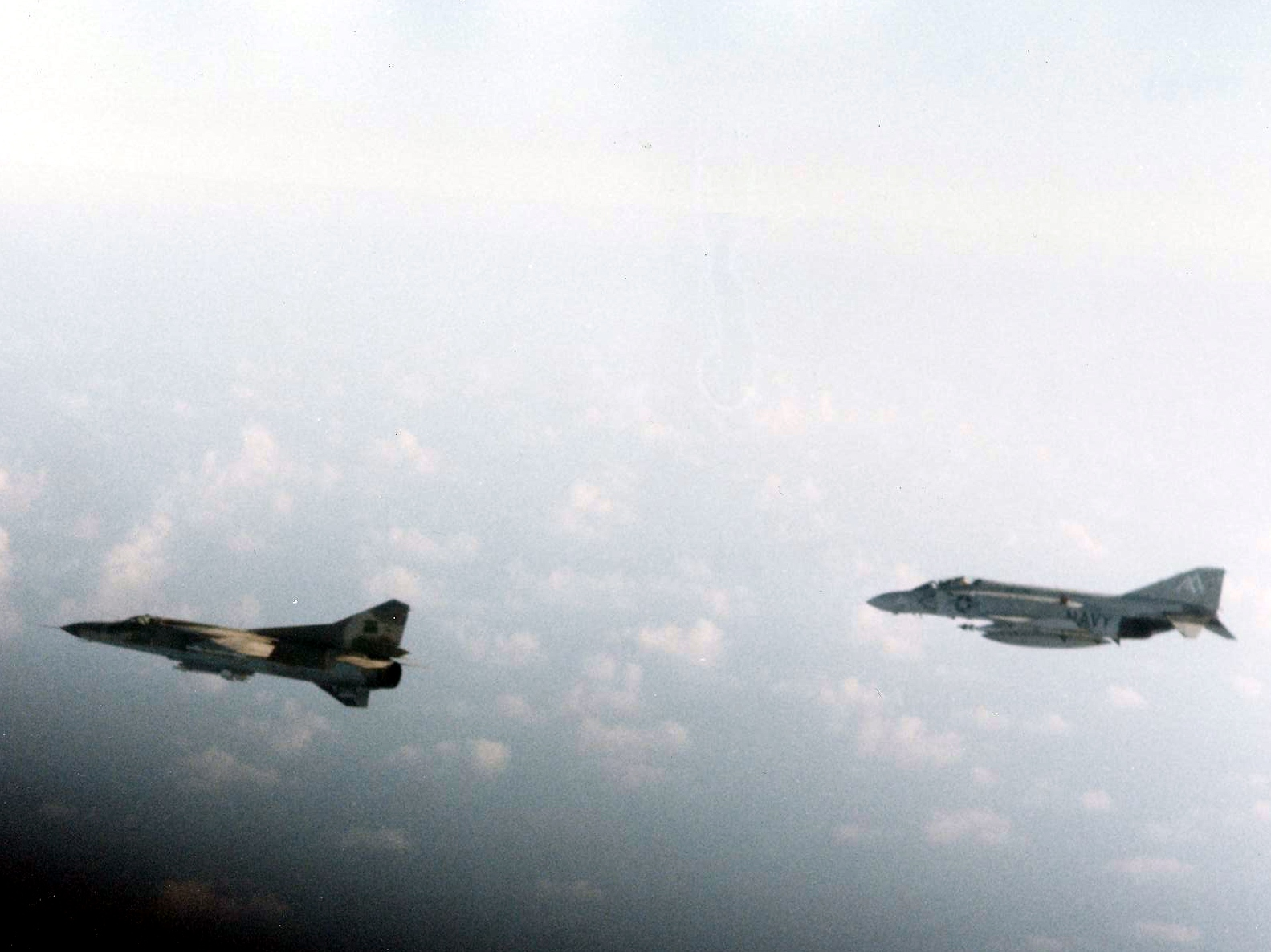
Eine libysche MiG-23MS mit einer US-Navy-F-4J Phantom II über der großen Syrte im August 1981

- Eine führerlose sowjetische MiG-23 stürzte am 4. Juli 1989 in Belgien ab. Während des Starts der sowjetischen Maschine in Polen ließ die Triebwerksleistung im kritischen Abschnitt des Steigfluges gefährlich nach. Die Bodenleitstelle befahl dem Piloten, sich mit dem Schleudersitz zu retten, es wurde mit einem sofortigen Absturz der Maschine gerechnet. Stattdessen stabilisierte sich die Maschine, unter anderem durch die veränderte Schwerpunktlage (fehlender Schleudersitz, Cockpithaube, Pilot) von selbst. Das Flugzeug flog daraufhin ohne Pilot etwa 900 Kilometer weiter westwärts.[9] Dabei erreichte es seine Dienstgipfelhöhe mit seiner Konfiguration (gespreizte Flügel) auf 12.000 Metern. Über der Bundesrepublik Deutschland wurde es von NATO-Flugzeugen begleitet und stürzte vor deren Eingreifen in Belgien ab. Beim Absturz auf ein Wohnhaus kam ein 18-jähriger Mann ums Leben. Belgien kritisierte, dass die Sowjets während der ganzen Flugzeit niemandem Informationen über die Maschine weitergegeben hätten.[10] Vertreter der sowjetischen Luftstreitkräfte sowie der Pilot besuchten Belgien und entschuldigten sich. Die UdSSR leistete eine Entschädigungszahlung. Der Zwischenfall hatte keine politischen Folgen, da es sich offensichtlich um einen technischen Fehler handelte.
- Am 13. September 1990 stürzte eine MiG-23ML des JG 9 in Peenemünde während einer Vorführung vor Mitgliedern des Verteidigungsausschusses des Bundestages ab. Der Pilot wurde dabei getötet.
- Am 22. Dezember 1992 stieß eine MiG-23 der libyschen Luftwaffe beim Anflug auf Tripolis mit einer Boeing 727 der Libyan Arab Airlines zusammen. 157 Menschen starben.
- Während eines Schaufluges über dem Luftwaffenstützpunkt Matiga stürzte am 7. Oktober 2009 eine zweisitzige libysche MiG-23 ab. Beide Piloten kamen ums Leben.[11]
- Am 13. August 2023 stürzte eine MiG-23UB (mit dem Kennzeichen „N23UB“) aus Privatbesitz während der Flugschau „Thunder over Michigan“ nahe Detroit in ein Wohngebiet. Die Piloten konnten sich mit dem Schleudersitz retten und auch am Boden kam niemand zu Schaden. Die MiG-23UB kam ursprünglich aus den Beständen der Luftstreitkräfte der Tschechischen Republik.[12][13] Bei der Maschine handelte es sich um die weltweit einzige zivil betriebene, noch flugfähige MiG-23. Die für die Untersuchung zuständige National Transportation Safety Board geht in ihrem ersten Zwischenbericht vom September 2023 von einem technischen Problem des Triebwerkes aus.[14]

## Trivia
Für den US-Spielfilm Jet Pilot (1953/1957, dt. Düsenjäger) wurden Szenen mit dem einzigen Prototyp der Convair XF-92 gedreht, in denen dieser einen fiktiven sowjetischen Jet darstellen sollte. Dieser trug auf dem Seitenleitwerk  deutlich sichtbar die Bezeichnung MIG 23, hatte aber keine Ähnlichkeit mit der erst 10 Jahre später gebauten realen MiG-23. Die Szenen wurden für den Film nicht verwendet.